# ワレーリー・プストヴォイチェンコ

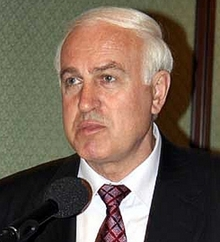
ワレーリー・プストヴォイチェンコ

ワレーリー・プストヴォイチェンコ（ウクライナ語: Вале́рій Па́влович Пустово́йтенко, 1947年2月23日 - ）は、ウクライナの政治家、元首相。人民民主党総裁。

## 概要
1975年から1984年まで、企業合同体「ドニエプルストロイメハニザーツィヤ」で働く。1984年から1986年まで「ドニエプルチャシュトロイメハニザーツィヤ」所長。
1986年から、ドニエプロペトロフスク市バーブシュキン地区執行委員会議長、ドニエプロペトロフスク市執行委員会副議長。1991年から1993年、ドニエプロペトロフスク市執行委員会議長。
1993年、キエフの「EVSPO銀行」の融資会議副議長。1996-2000年度の国家産業政策のコンセプトの起案に参加した。1994年7月から大臣、1997年7月から1999年10月まで首相。1999年から人民民主党総裁。1999年の大統領選後、レオニード・クチマにより再び首相に推薦されたが、最高会議の承認を得られず、ヴィクトル・ユシチェンコに首相の座を譲った。2001年6月から2002年4月までアナトリー・キナフ内閣にて運輸相。

## パーソナル
妻帯、2児を有する。
機械技師・建築技師専攻でドニエプロペトロフスク建設工業大学を卒業。
ウクライナ大統領名誉記章、5等ヤロスラフ賢公勲章を受章。ウクライナ功労建築師、1996年7月から2000年8月までウクライナ・サッカー連盟総裁。